# بولفراگ
بولفراگ (انگلیسی: Bullfrog) شرکت بازی ویدئویی بریتانیایی است، که در سال ۱۹۸۷ تأسیس شد.